# Cecilie Fiskerstrand
Cecilie Fiskerstrand, född den 20 mars 1996 i Lørenskog, är en norsk fotbollsspelare.

## Karriär
Cecilie Fiskerstrand inledde sin seniorkarriär i Fortuna 2012. Hon har även spelat för LSK Kvinner innan hon 2020 kontrakterades för Brighton & Hove Albion. 2024 kontrakterades hon av Fiorentina. Hon har även representerat det norska damlandslaget där hon debuterade år 2014.